# Parc des Sports de l'avenue du Pont Juvénal
 (septembre 2024).
Si vous disposez d'ouvrages ou d'articles de référence ou si vous connaissez des sites web de qualité traitant du thème abordé ici, merci de compléter l'article en donnant les références utiles à sa vérifiabilité et en les liant à la section « Notes et références ».
Le Parc des Sports de l'avenue du Pont Juvénal est un ancien stade de Montpellier, inauguré le 30 septembre 1923. Détruit en 1971, son emplacement se situe dans l'actuel quartier d'Antigone, à 600 mètres au sud-est de la place de la Comédie. 
Il accueillait les matchs de l'équipe de football locale, le Stade Olympique Montpelliérain qui jouait auparavant au stade des Aubes (situé dans le quartier du même nom, le long de l’avenue de Nîmes, près du Corum).
On y joue aussi au rugby à XIII, sport dans lequel les Diables Rouges de Montpellier excellaient dans les années 1950.
À noter que la ligne de chemin de fer Montpellier-Palavas longeait ce stade, et que le dimanche, le train stoppait quelques minutes aux abords du stade, pour permettre aux gens se rendant à la plage d’assister à quelques actions du match en cours.
Ce stade connaîtra tous les exploits du glorieux SOM avant d’être progressivement abandonné à partir de la saison 1967-1968, au profit du stade Richter, flambant neuf, où s'est construit depuis le quartier de Richter.
Ce déménagement va provoquer la désaffection du public envers le SOM, public ne se reconnaissant pas dans ce nouveau stade trop grand, glacial, et plus loin du centre-ville (seulement 750 spectateurs lors de SOM-Nancy en D2, en 1969).
Le dernier match au Parc des Sports sera un huitième de finale de Coupe de France entre le Montpellier Littoral Sport Club et l’AS Monaco (1-4), joué le 28 mars 1971. Quelques jours plus tard, le vieux Parc des Sports disparaissait sous les coups des pelleteuses et une résidence (Nouveau Monde) était bâtie sur le site.